# Gianni Pettenati
Giovanni Pettenati, detto Gianni (Piacenza, 29 ottobre 1945 – Albenga, 22 febbraio 2025), è stato un cantante e critico musicale italiano.

## Biografia
A sei anni vinse un concorso canoro e a otto anni iniziò gli studi musicali; da ragazzo fece parte della Società Filodrammatica di Piacenza recitando il teatro di Pirandello. Nel 1965, vinse il Festival di Bellaria; si unì poi agli Juniors e nel 1966, accompagnato dal medesimo gruppo, incise il suo primo 45 giri, una cover di Like a Rolling Stone di Bob Dylan intitolata Come una pietra che rotola. Il 45 giri successivo, nuovamente con gli Juniors, fu  Il superuomo (cover di Sunshine Superman di Donovan), con sul lato B Puoi farmi piangere (cover di I Put a Spell on You di Screamin' Jay Hawkins, incisa con l'arrangiamento della versione di Alan Price) e il testo italiano di Mogol.
Nel 1966 incise Bandiera gialla (Alberto Testa - Nisa - Steve Duboff - Artie Kernfeld), versione italiana di The Pied Piper del cantante pop inglese Crispian St. Peters. Nello stesso anno anche Patty Pravo incise il brano in lingua originale, come lato B del singolo Ragazzo Triste per la promozione del locale Piper club di Roma.
L'anno successivo partecipò al Festival di Sanremo con La rivoluzione, a Un disco per l'estate con Io credo in te, al Cantagiro con Un cavallo nella testa (scritta da Paolo Conte) e a Scala reale in squadra con il vincitore di quell'anno, Claudio Villa, e con Iva Zanicchi, battendo Gianni Morandi, Sandie Shaw e Dino. Nel 1968 insieme con Antoine entrò in finale al Festival di Sanremo con La tramontana. Seguirono altri brani come Caldo caldo, Cin cin e I tuoi capricci.
Critico musicale, fu anche autore di romanzi, testi teatrali e libri sulla storia della musica leggera italiana tra cui Quelli eran giorni - 30 anni di canzoni italiane, scritto insieme con Red Ronnie (Edizioni Ricordi), Gli anni '60 in America (Edizioni Virgilio), Mina come sono (Edizioni Virgilio), Io Renato Zero (Edizioni Virgilio) e Alice se ne va (Edizioni Asefi).
Nel 2009 portò in scena il recital Breve storia della canzone italiana raccontata a memoria assieme a Delia Rimoldi, Raffaele Koheler, Maurizio Dosi e Luca Maciachini.
Con il decreto del presidente della Repubblica del 1° marzo 2018 gli fu concesso un assegno vitalizio di 24 000 euro annui in applicazione della legge Bacchelli per aver dato lustro alla Patria.
Pettenati è morto il 22 febbraio 2025 ad Albenga, in provincia di Savona, dove viveva con la famiglia. Nel 2014 era stato candidato per il rinnovo del consiglio comunale, nella lista della Lega Nord.

## Vita privata
Ebbe tre figli, Maria Laura e Samuela, nate nel periodo del primo matrimonio, e Gianlorenzo, nel secondo. 

## Discografia parziale

### Album in studio
- 1968 - Gianni Pettenati 1
- 1973 - Par la mort dun sunadur
- 1984 - Bandiera azzurra
- 1995 - Che cosa fanno gli angeli

### Singoli
- 1966 - Come una pietra che rotola/Siamo alla fine (come Gianni Pettenati & The Juniors)
- 1966 - Bandiera gialla/Se mi vuoi così
- 1967 - Il superuomo/Puoi farmi piangere (come Gianni Pettenati & The Juniors)
- 1967 - La rivoluzione/Ciao ragazza, ciao
- 1967 - Io credo in te/Lo sbaglio di volere te
- 1967 - Un cavallo nella testa/Vai vai
- 1968 - La tramontana/Voglio tornare a casa mia
- 1968 - Cara judy ciao (Judy in disguise)/Tango
- 1968 - La tramontana/La balada de Bonnie and Clyde
- 1968 - La tramontana/Quiero volver a casa
- 1969 - In mezzo al traffico/La musica continua
- 1969 - Les Byciclettes de Belsize/Lingering on
- 1969 - Caldo caldo/... e mi svegliavo (col cuore in gola)
- 1970 - In mezzo al traffico/La musica continua (con i Tombstones)
- 1970 - Candida/È già tardi ormai (con i Tombstones)
- 1979 - Sono stato via/Io vivrò per sempre
- 1983 - Bandiera gialla/Bandiera gialla (strumentale)
- 1984 - Bandiera azzurra/Cade la neve
- 1986 - Come sarà domani/Ho perso te
- 1989 - Tutto è successo all'improvviso/Una canzone per non morire

## Filmografia
- I ragazzi di Bandiera Gialla, regia di Mariano Laurenti (1967)